# Giannitsa
Giannitsa este cel mai mare oraș și reședința unității regionale Pella din Grecia.

## Personalități născute aici
- Trifon Grekov (1893 - 1973), medic macedonean.

## Vezi și
- Listă de orașe din Grecia